# Piergiorgio Gay
Piergiorgio Gay (* 7. Juli 1959 in Turin) ist ein italienischer Filmregisseur und Drehbuchautor.

## Leben
Gay erwuchs aus der von Ermanno Olmi gegründeten Scuola Ipotesi Cinema; sein erstes Werk war der in Zusammenarbeit mit seinem Studienkollegen Maurizio Zaccaro entstandene Kurzfilm La faccia nacosta della luna. Im Anschluss drehte er Dokumentationen für die Radiotelevisione Italiana und arbeitete als Regieassistent für Zaccaro, Olmi und Michele Placido. In Ko-Regie mit Roberto San Pietro entstand sein Debütfilm Tre storie 1998, dem zwei Jahre später Guarda il cielo und 2002 La forza del passato, der bei den Filmfestival Venedig gezeigt wurde, folgten. Seither drehte Gay mehrere Dokumentarfilme.
2010 drehte Gay seinen vierten Kinofilm, Niente paura.

## Filmografie (Auswahl)
- 1998: Tre storie
- 2000: Guarda il cielo
- 2002: La forza del passato
- 2010: Niente paura